# David Jensen
David Jensen, né le 25 mars 1992 à Hillerød, est un footballeur danois. Il joue au poste de gardien de but à Lyngby BK.

## Biographie

### En club
Avec l'équipe du FC Utrecht, il joue six matchs en Ligue Europa lors de la saison 2017-2018.

### En équipe nationale
Avec les espoirs, il participe au championnat d'Europe espoirs en 2015, mais en restant sur le banc des remplaçants. Le Danemark est éliminé en demi-finale par la Suède.

## Palmarès
- FC Nordsjælland
  - Champion du Danemark en 2012